# Viola abyssinica
Viola abyssinica es una especie de violeta. Se encuentra en África tropical y Madagascar.

## Descripción
Es una planta herbácea perennifolia, con  tallos que alcanzan un tamaño de 60 cm de largo, a menudo con enraizamiento en los nudos. Los tallos son delgados, estrechamente alados. Las hojas alternas, cordadas, de 1-2 cm de largo y, crenadas, híspidas; peciolo delgado, de hasta 2 cm de largo, estípulas foliáceas. Las flores axilares, solitarias,  persistente, con pedicelos delgados, de hasta 5 cm de largo. Sépalos más o menos iguales, estrechamente ovado-acuminados, de 5 mm de largo. Pétalos con los dos pares superiores blanquecinos, obovados, de 5-10 mm de largo, el anterior más corto, de color claro a azul oscuro o violeta, venoso, con un espolón cilíndrico cerrado junto a la gran curva del pedúnculo-ápice. El fruto es una cápsula ovoide, de 5 mm de largo, glabra, pálida, con varias a muchas semillas ovoides, de 1-2 mm.

## Distribución y hábitat
Se encuentra en los márgenes de los bosques de montaña, entre los matorrales de bambú, en los claros de bosques, y en pastizales húmedos, a una altitud de 1000-2700 (-3350) metros, en Fernando Poo (Bioko), Sudáfrica (Transvaal), Madagascar.

## Taxonomía
Viola abyssinica fue descrita por Steud. ex Oliv. y publicado en Flora of Tropical Africa 1: 105, en el año 1868.
Sinonimia
- Viola emirnensis Bojer
- Viola zongia Tul.[4]